# Carex filicina
Carex filicina är en halvgräsart som beskrevs av Christian Gottfried Daniel Nees von Esenbeck. Carex filicina ingår i släktet starrar, och familjen halvgräs. IUCN kategoriserar arten globalt som livskraftig. Inga underarter finns listade i Catalogue of Life.